# Região Geográfica Imediata de Aracaju

Mapa destacando a área da Região Geográfica Imediata de Aracaju.

A Região Geográfica Imediata de Aracaju é uma das 6 regiões geográficas imediatas do Estado de Sergipe, uma das três regiões geográficas imediatas que compõem a Região Geográfica Intermediária de Aracaju e uma das 509 regiões geográficas imediatas do Brasil, criadas pelo IBGE em 2017.
É composta por 20 municípios.
Tem uma população estimada pelo IBGE para 1.º de julho de 2017 de 1 192 467 habitantes e área total de 4 296,202 km².

## Municípios

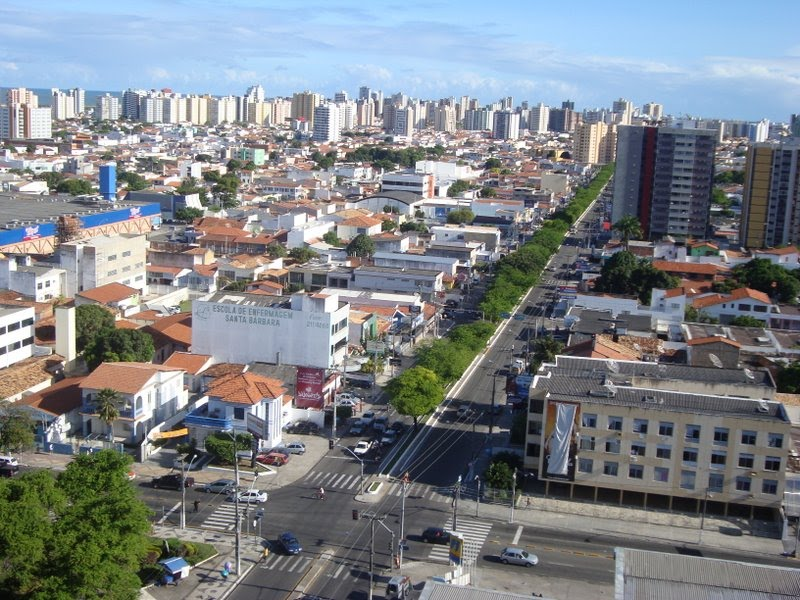
Vista da Avenida Hermes Fontes, entre os bairros Suissa, São José e Salgado Filho, em Aracaju.

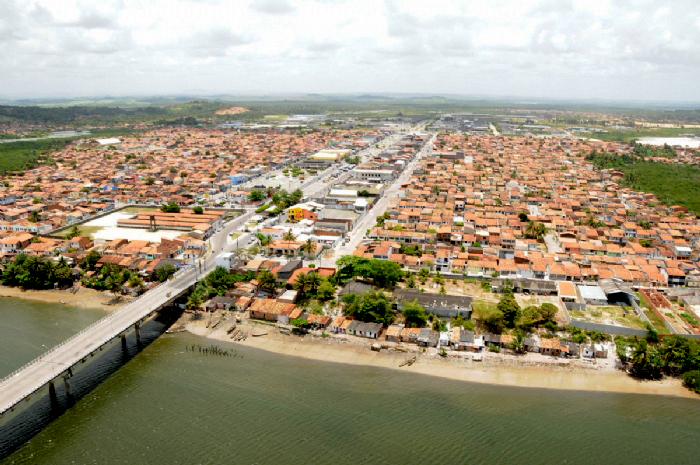
Ponte sobre o Rio do Sal ligando a Zona Norte da capital ao Conjunto João Alves, em Nossa Senhora do Socorro.

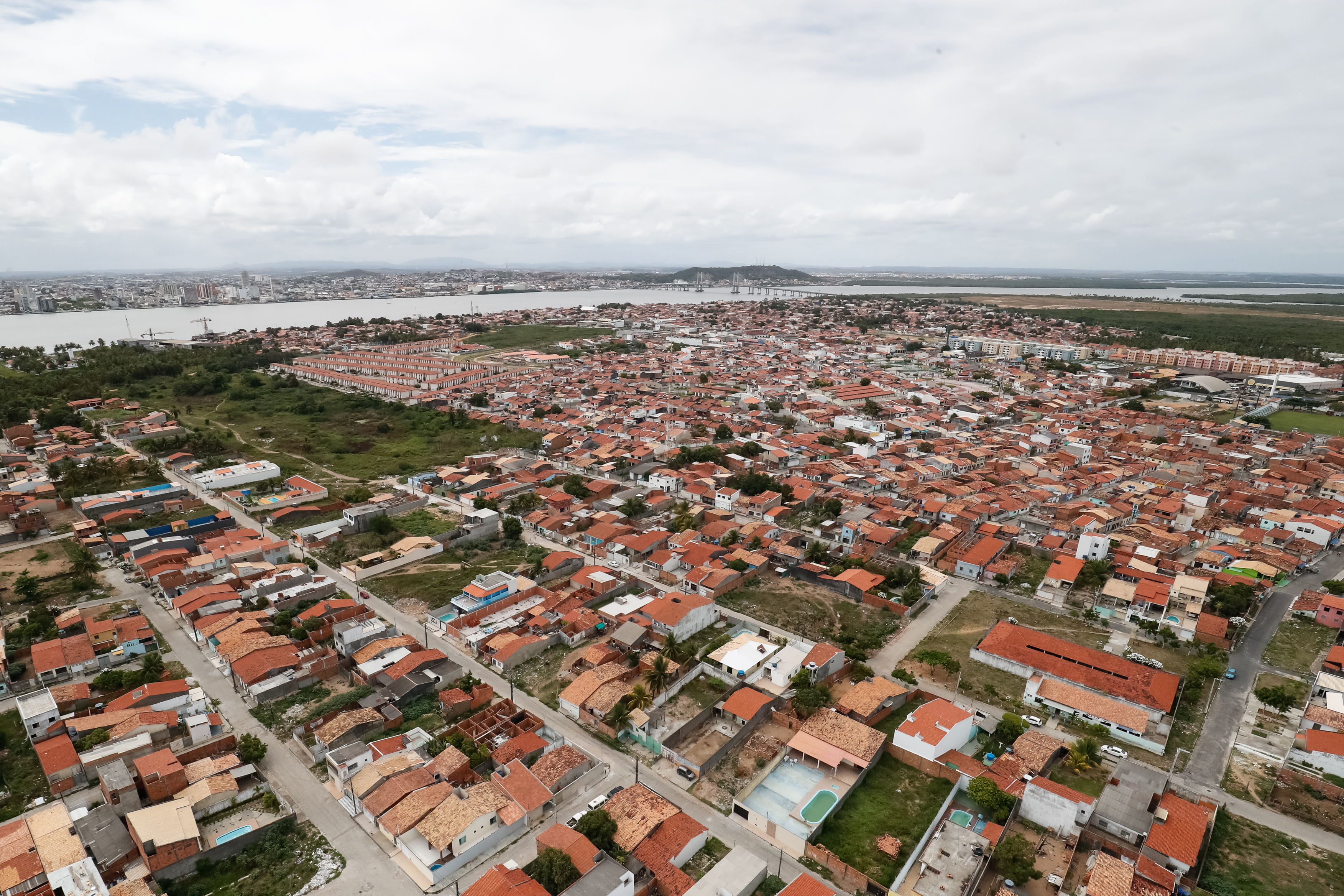
Vista da Região Central do município da Barra dos Coqueiros, com o Rio Sergipe ao fundo.

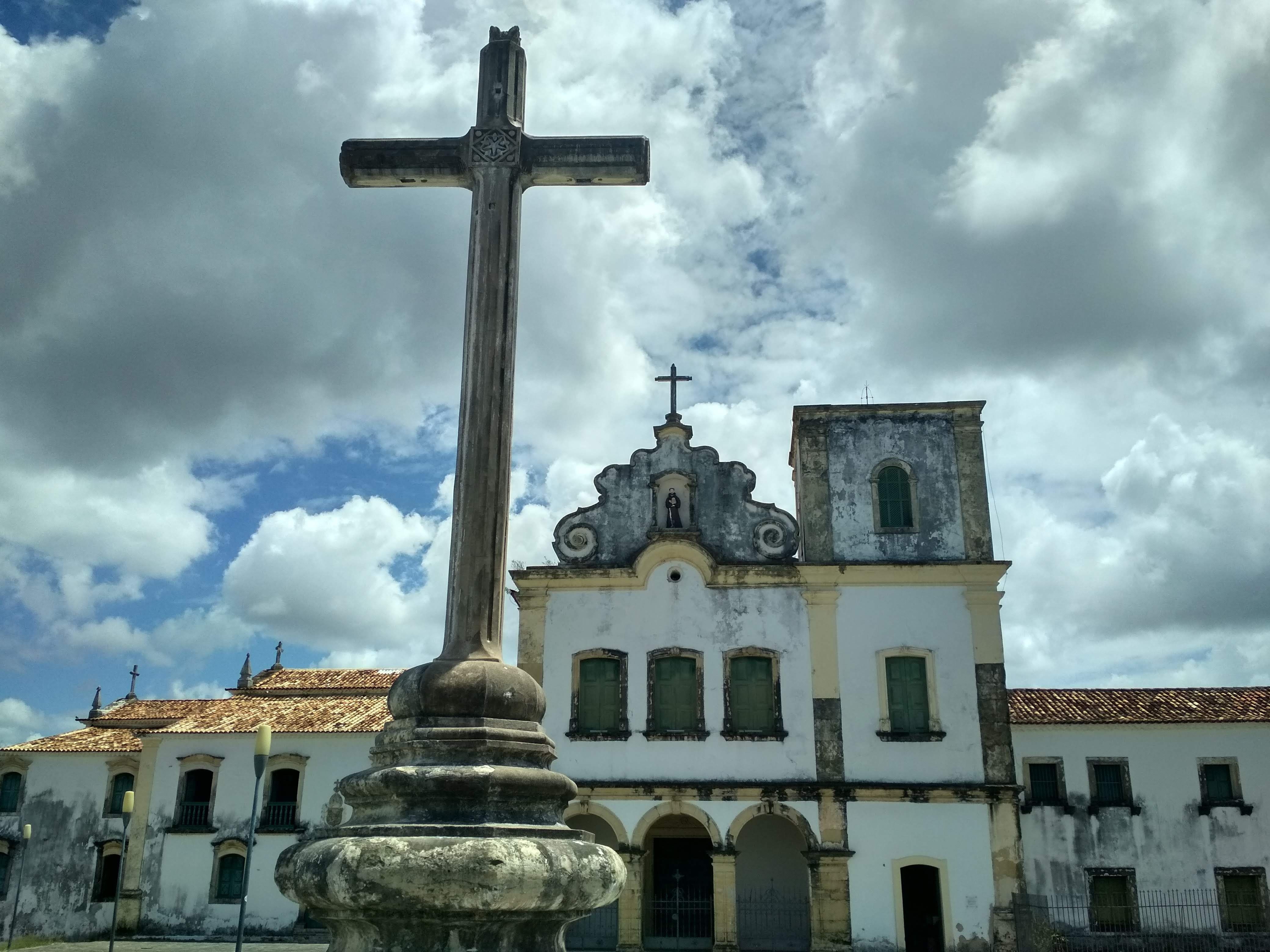
Praça São Francisco, no centro histórico do município de São Cristóvão.

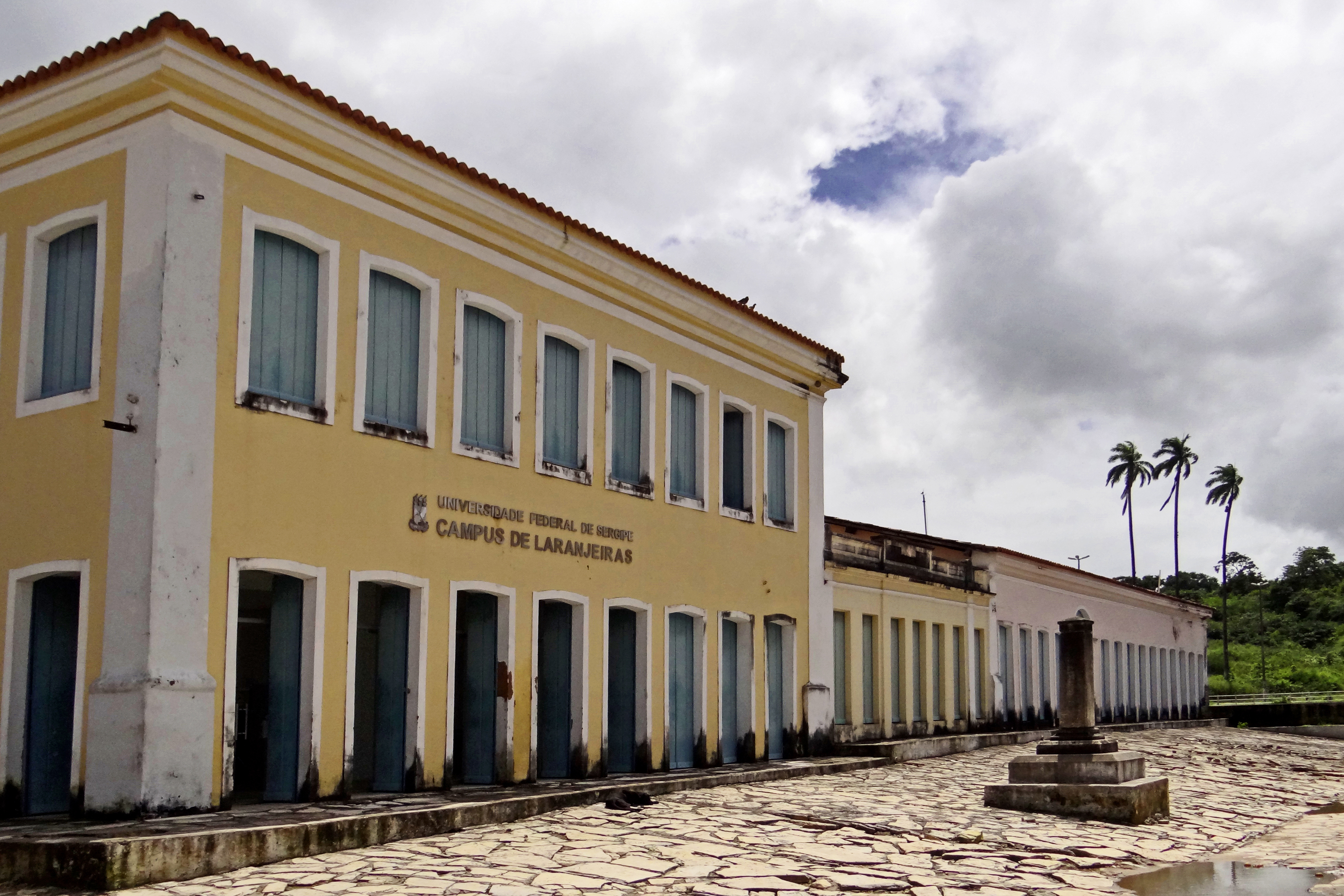
Centro histórico de Laranjeiras, município vizinho à Região Metropolitana de Aracaju.

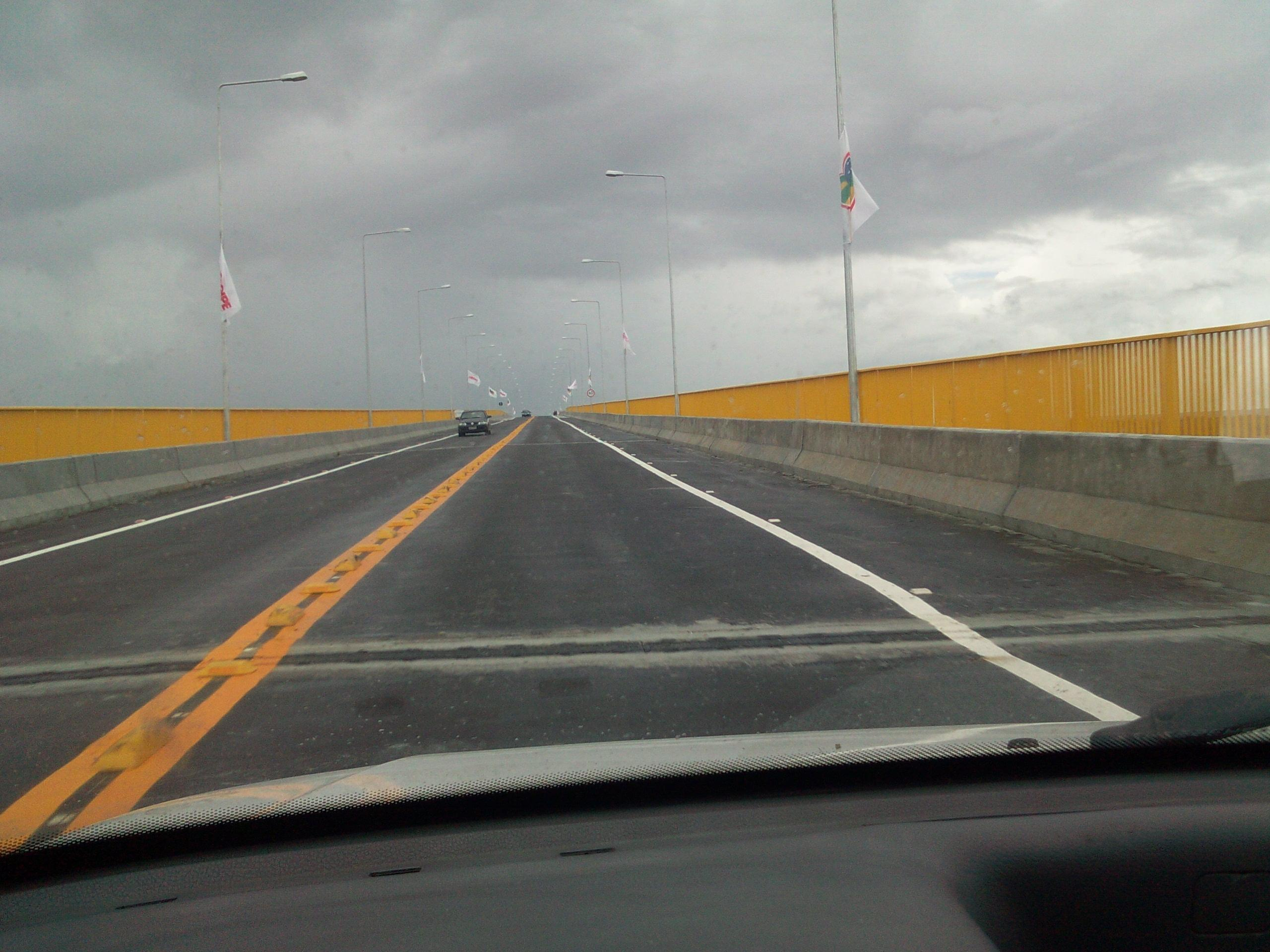
Ponte Joel Silveira sobre o Rio Vaza-Barris, ligação entre a praia do Mosqueiro, na Zona de Expansão de Aracaju, e o litoral de Itaporanga d'Ajuda.

| Municípios | População Estimativa 2018 | Área (km²) |
| --- | ------------------------- | ---------- |
| Aracaju Barra dos Coqueiros Capela Carmópolis Cumbe Divina Pastora General Maynard Itaporanga d'Ajuda Japaratuba Laranjeiras Maruim Nossa Senhora das Dores Nossa Senhora do Socorro Pirambu Riachuelo Rosário do Catete Santa Rosa de Lima Santo Amaro das Brotas São Cristóvão Siriri | 1 192 467                 | 4 296,202  |

### Concentração demográfica na Região Geográfica Imediata de Aracaju
A Região Imediata de Aracaju difere das demais regiões imediatas sergipanas por ser a área onde está a maior concentração populacional do estado. Ali vive mais de 1 milhão de pessoas, o que corresponde a aproximadamente metade da população de Sergipe. Além disso, de acordo com dados do IBGE, essa é a região do estado que abrange o maior número de municípios com níveis de integração "médio-alto", "alto" e "muito alto" entre si, conforme critérios definidos por esse instituto. Está incluído, nessa região, todo o arranjo populacional de Aracaju, que foi identificado em 2014, e é composto pelos municípios de Aracaju, Nossa Senhora do Socorro, São Cristóvão, Barra dos Coqueiros, Laranjeiras, Riachuelo, Maruim, Rosário do Catete, Siriri, Divina Pastora, Carmópolis e General Maynard. A região também engloba a totalidade da Região de Planejamento da Grande Aracaju, composta pelos municípios de Aracaju, Barra dos Coqueiros, Nossa Senhora do Socorro, São Cristóvão, Itaporanga d'Ajuda, Laranjeiras, Maruim, Riachuelo e Santo Amaro das Brotas. Embora a expansão urbana em direção às periferias dessa área a partir da capital não tenha sido muito grande, há um volume significativo de movimentos pendulares entre todos os municípios dessa região imediata.
A Região Imediata de Aracaju faz limites com as regiões imediatas de Lagarto, de Itabaiana e de Nossa Senhora da Glória, na Região Geográfica Intermediária de Itabaiana, além das regiões imediatas de Estância e de Propriá, que, somadas à Região Imediata de Aracaju, formam a Região Geográfica Intermediária de Aracaju.